# Пьеве-Фошана
Пьеве-Фошана (итал. Pieve Fosciana) — коммуна в Италии, располагается в регионе Тоскана, в провинции Лукка.
Население составляет 2365 человек (2008 г.), плотность населения составляет 84 чел./км². Занимает площадь 29 км². Почтовый индекс — 55036. Телефонный код — 0583.
Покровителем коммуны почитается святой Иоанн Креститель, празднование 24 июня.

## Демография
Динамика населения:

## Администрация коммуны
- Официальный сайт: http://www.comune.pievefosciana.lu.it